# Nordholz (Wurster Nordseeküste)
Nordholz (dolnoniem. Noordholt) – dzielnica gminy Wurster Nordseeküste w Niemczech, w kraju związkowym Dolna Saksonia, w powiecie Cuxhaven. W 2008 r. liczyła 7 560 mieszkańców. Do 31 grudnia 2014 gmina samodzielna (niem. Einheitsgemeinde).